# Монтекристо (национальный парк)
Национальный парк Монтекристо — национальный парк в муниципалитете Метапан, в департаменте Санта-Ана; первая особо охраняемая природная территория в Сальвадоре.

## Описание
Национальный парк Монтекристо был основан 18 ноября 1987 года на площади в 1 973 гектаров тропического леса. Является частью Биосферного заповедника Трифинио. В парке охраняются деревья высотой до 30 метров, в том числе кипарисы, дубы и сосны. Фауна представлена черными землеройками, белками, дикобразами и белохвостыми оленями.
Достопримечательностью Монтекристо является сад Ста лет, в котором растут исключительно орхидеи. Кроме того, на территории парка обитает около 275 видов эндемичных птиц. Здесь также находятся три больших холма — Монтекристо (2418 м), Мирамундо (2394 м) и Эль-Брухо (2140 м).
Температура в парке колеблется между 6 ° и 18 ° по Цельсию. В Монтекристо созданы специальные условия для экологического туризма, такие как тропы и кемпинги. Свои услуги отдыхающим предлагают местные гиды.